# Charles Wiggin
Charles Wiggin, né le 8 janvier 1950, est un rameur d'aviron britannique.

## Palmarès

### Jeux olympiques
- 1980 à Moscou
  -  Médaille de bronze en deux sans barreur[1]